# Jaudrais
Jaudrais ist eine französische französische Gemeinde mit 409 Einwohnern (Stand 1. Januar 2022) im Département Eure-et-Loir in der Region Centre-Val de Loire (bis 2015 Centre). Sie gehört zum Arrondissement Dreux und zum Gemeindeverband Forêts du Perche. Die Bewohner werden Jaudraisiens genannt.

## Geografie
Die Gemeinde Jaudrais liegt im Nordosten der Landschaft Perche, etwa 32 Kilometer nordwestlich von Chartres. Das Flüsschen Saint-Martin entwässert nach Nordosten zur Blaise. Das 15,3 km² umfassende Gemeindegebiet zeigt eine Mischung aus Weideland und kleinen Wäldern. Zur Gemeinde gehören die Ortsteile Les Haies Neuves, Le Bois de Coudre und La Cour d’Aumoy sowie weitere Weiler und Einzelhöfe. Umgeben wird Jaudrais von den Nachbargemeinden Maillebois im Norden, Saint-Maixme-Hauterive im Nordosten und Osten, Digny im Süden, Senonches im Südwesten sowie Le Mesnil-Thomas im Westen und Nordwesten.

## Bevölkerungsentwicklung
| Jahr      | 1962 | 1968 | 1975 | 1982 | 1990 | 1999 | 2006 | 2013 | 2021 |
| Einwohner | 177  | 140  | 158  | 175  | 184  | 261  | 331  | 372  | 423  |

Im Jahr 1968 wurde mit 140 Bewohnern die bisher niedrigste Einwohnerzahl ermittelt. Die Zahlen basieren auf den Daten von cassini.ehess und INSEE.

## Sehenswürdigkeiten
- Kirche Saint-Jean-Baptiste (Johannes der Täufer) aus dem Jahr 1520 mit Erweiterungen im 19. Jahrhundert; nach schweren Beschädigungen im Juni 1940 wurde das Kirchenschiff abgerissen, Monument historique seit 1975[3]

## Wirtschaft und Infrastruktur
In der Gemeinde sind sechs Landwirtschaftsbetriebe ansässig (Getreideanbau, Saatgutvermehrung, Weidewirtschaft und Viehzucht).
Jaudrais ist durch mehrere Départementsstraßen mit den umliegenden Gemeinden verbunden. 23 Kilometer östlich besteht ein Anschluss an die autobahnähnlich ausgebaute Route nationale 154 von Dreux nach Chartres.

## Belege
1. ↑  Jaudrais auf cassini.ehess.fr
2. ↑  Jaudrais auf insee.fr
3. ↑  Eintrag in der Base Mérimée des Kulturministeriums. Abgerufen am 10. November 2018 (französisch).
4. ↑  Landwirtschaftsbetriebe in Jaudrais auf annuaire-mairie.fr (französisch)